# 阿萊克斯·鄧達
阿歷克斯·鄧達（英語：Alex Dunbar；1990年4月23日—）是一位蘇格蘭橄欖球運動員。他是蘇格蘭國家橄欖球隊的一員，代表蘇格蘭參加了2015年橄欖球六國賽。